# Ignacy Kościelski
Ignacy Kościelski herbu Ogończyk (zm. w 1792 roku) – kasztelan bydgoski w latach 1769–1790, chorąży bydgoski w latach 1754–1769, cześnik inowrocławski w latach 1737–1754, konsyliarz województw kujawskich w konfederacji radomskiej w 1767 roku, starosta słoński.
Syn Stanisława (zm. 1744), kasztelana bydgoskiego i brzeskokujawskiego i Ludwiki Lipskiej.
Poślubił Agnieszkę Nieborską, córkę Michała, kasztelana płockiego. Z małżeństwa urodziło się dwóch synów i córka. Ich syn Józef (1750–1831), kawaler Orderu Świętego Stanisława, poślubił córkę Józefa Rokitnickiego, marszałka konfederacji targowickiej.
Był elektorem Stanisława Augusta Poniatowskiego w 1764 roku z województwa inowrocławskiego. Członek konfederacji radomskiej w 1767 roku.
W 1791 roku odznaczony Orderem Orła Białego. W 1783 roku został kawalerem Orderu Świętego Stanisława.